# أمير لوري
أمير لوري (بالإنجليزية: Amir Lowery)‏ هو لاعب كرة قدم أمريكي في مركز الوسط، ولد في 26 ديسمبر 1983 في واشنطن العاصمة في الولايات المتحدة. لعب مع أتلانتا سيلفرباكس وإمباكت مونتريال وسان خوسيه إيرثكويكس وسبورتينغ كانساس سيتي وكولورادو رابيدز ومونتريال إمباكت ونادي شمال كارولاينا وهونكا.